# Scout's Safari
Scout's Safari är en amerikansk barn-TV-serie av Thomas W. Lynch som sändes på Discovery Kids och NBC åren 2002-2004 och i Barnkanalen år 2013-2018.

## Roller
- Anastasia Baranova
- Freedom Hadebe
- Jarred Uys
- Chantell Stander
- Ashley Dowds
- Hlomla Dandala